# Mahasi Sayadaw

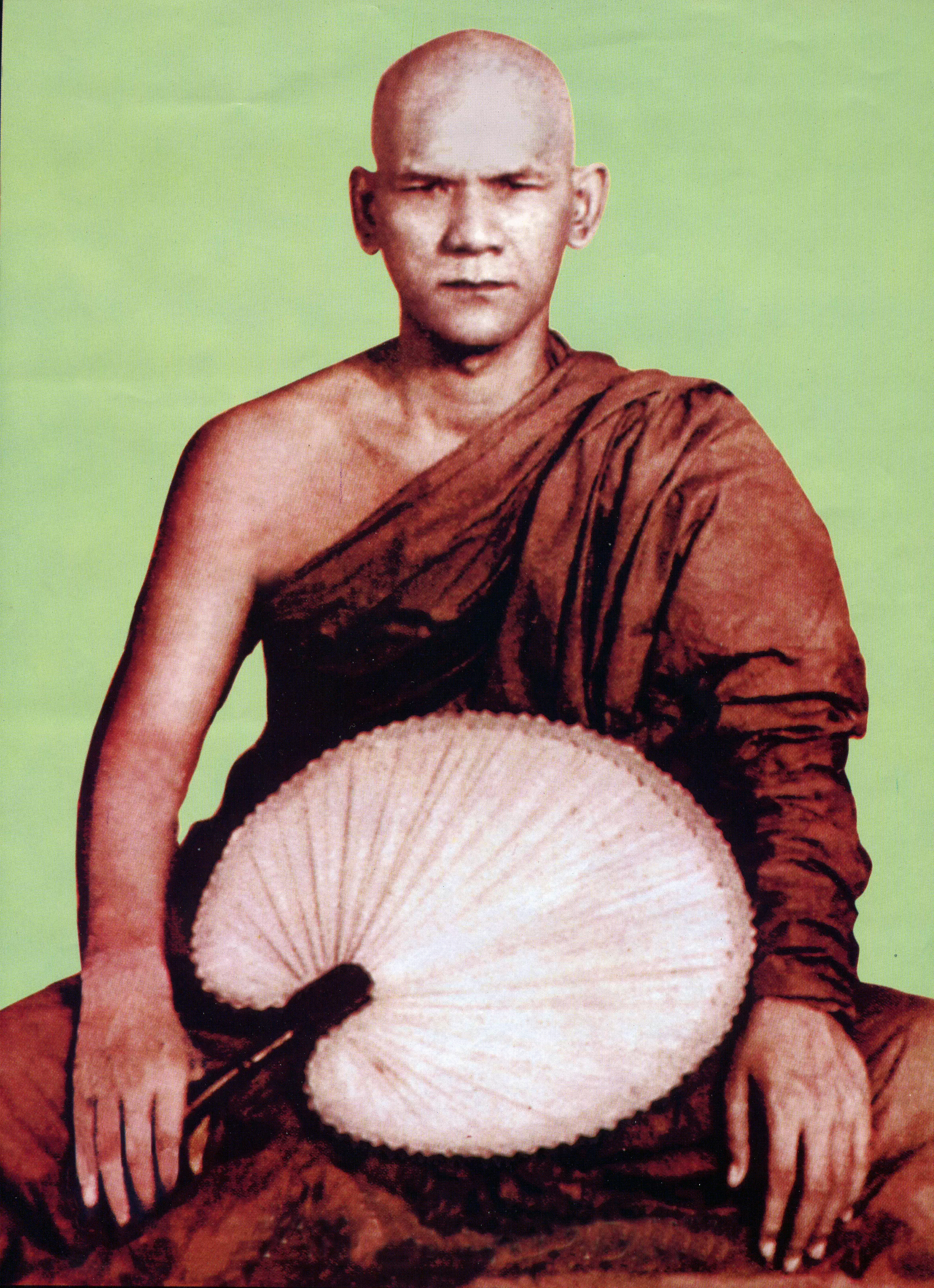

Mahasi Sayadaw U Sobhana (29 de julho de 1904 – 14 de Agosto 1982) foi um monge budista teravada birmanês e mestre de meditação que teve um grande impacto no ensino de meditação vipassana, inclusive no ocidente. Em seu estilo de prática, derivado do chamado "Novo método birmanês" de U Nārada, o meditador ancora sua atenção sobre as sensações de subida e descida do abdômen durante a respiração, observando cuidadosamente quaisquer outras sensações ou pensamentos.

## Biografia
Mahāsi Sayādaw nasceu em 1904, na vila de Seikkhun na Birmânia. Ele se tornou noviço com doze anos e recebeu ordenação completa com vinte anos com o nome Sobhana. Durante duas décadas de estudo, ele passou pelos rigorosos testes do governo sobre textos budistas teravada, recebendo o recentemente criado título de Dhammācariya (professor de Dhamma) em 1941.
EM 1931, U Sobhana deixou de ensinar o estudo das escrituras em Moulmein, no sul da Birmânia e seguiu para as proximidades de Thaton para praticar intensamente meditação Vipassana com Mingun Jetawun Sayādaw, também conhecido como U Nārada. Seu professor havia praticado nas remotas colinas de Sagaing, sob a tutela de Aletawya Sayādaw, um estudante do mestre da meditação da floresta Thelon Sayādaw. U Sobhāna primeiramente ensinou meditação vipassana em sua vila natal, em um monastérios chamado 'Mahāsi', devido ao enorme tambor que possuía. Ele tornou-se conhecido na região como Mahāsi Sayādaw. Em 1947 o primeiro ministro da Birmânia, U Nu, convidou Mahāsi Sayādaw para ser professor residente em um recentemente criado centro de meditação em Yangon, que veio a ser chamado Mahāsi Sāsana Yeiktha.
Mahasi foi inquisidor e editor final no sexto concilio budista, ocorrido em Rangoon de 1954 a 1956. Ele ajudou a estabelecer centros de meditação em toda a Birmânia que posteriormente se espalharam também para outros países. O numero de pessoas treinadas em seu método é estimado em mais de 700.000. Em 1979 ele viajou para o ocidente para o ensino de meditação. Mahāsi Sayādaw faleceu em 14 de agosto de 1982 após um acidente vascular encefálico, milhares de devotos enfrentaram as chuvas de monções torrenciais para prestar suas últimas homenagens.

## Alunos notáveis
- Freda Bedi
- G. V. Desani
- Joseph Goldstein
- Anagarika Munindra
- Achan Sobin S. Namto[2]
- Sayādaw U Paṇḍita (Panditārāma)
- Sharon Salzberg
- Jack Kornfield
- Chanmyay Sayādaw (U Janakabhivamsa)
- Rodney Smith
- Ashin Jinarakkhita
- Ajahn Tong Sirimangalo [3]
- Sayadaw U Lakkhana [4]
- Sayadaw U Silananda [5]